# Forum des Arènes
Pour les articles homonymes, voir Arènes.
Le forum des Arènes est un ensemble architectural situé à Toulouse (Haute-Garonne).

## Situation
Ce forum se trouve dans le quartier des Arènes, en bordure de centre-ville. Il forme la place Agapito-Nadal.

## Présentation
L'ensemble de 35 000 m2 est constitué par des bureaux, des logements et des infrastructures de transport.

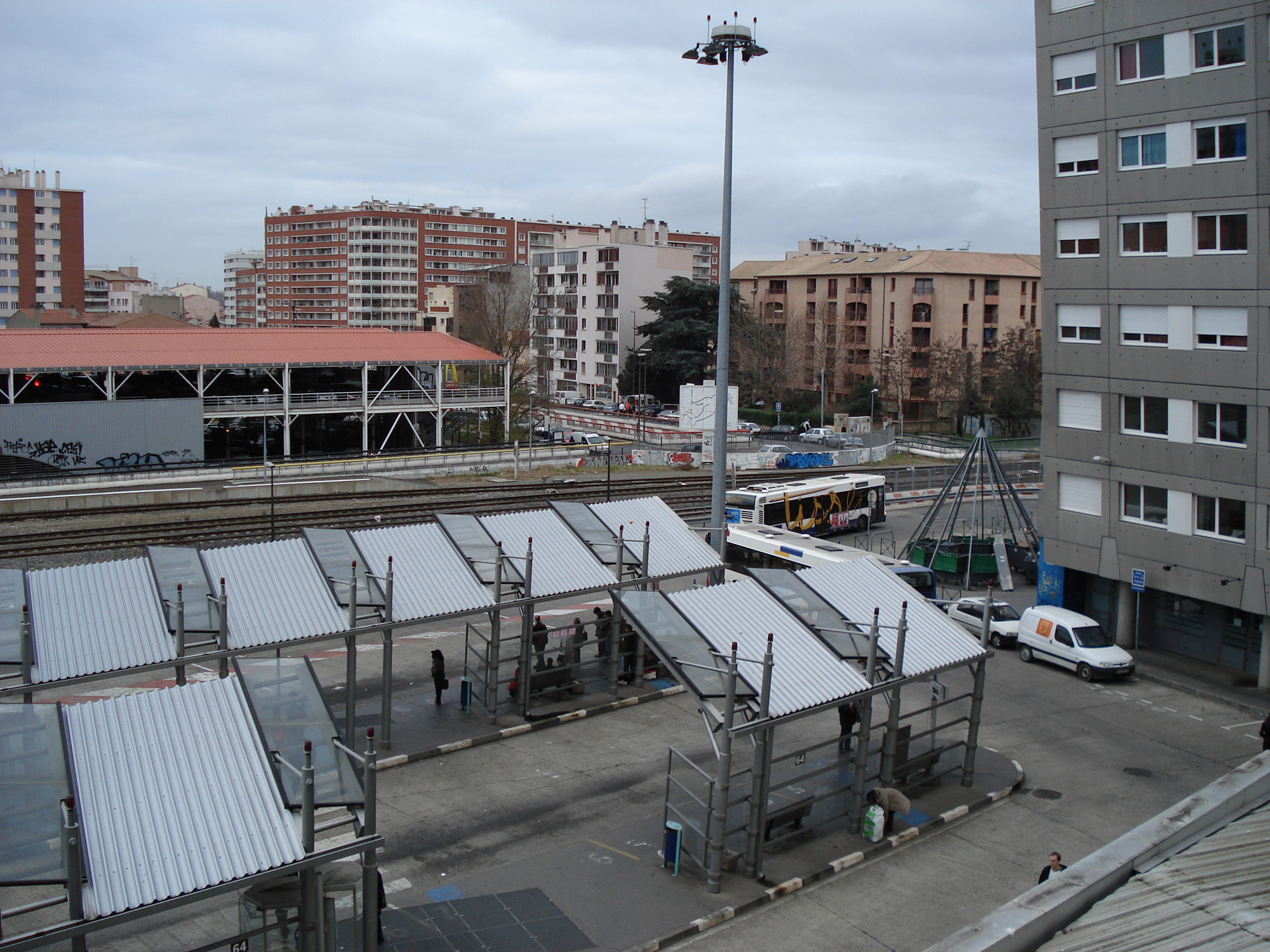
La gare routière et ferroviaire, au Nord du forum

Certains bureaux ont été occupés par l'Unesco et abritent aujourd'hui le campus Vidal (l'École Vidal, l’IDRAC, l’École supérieure de tourisme et d'hôtellerie ainsi que l’Institut supérieur Vidal). D'autres sont utilisés par la SA HLM des Chalets.
Les logements sont majoritairement destinés aux étudiants, puisque le forum abrite deux résidences étudiantes : les résidences Aragon et Apollinaire.
Les infrastructures de transport consistent en trois points :
- la plate-forme d'échanges entre train, métro et bus, formant la station Arènes (gare de Toulouse-Saint-Cyprien-Arènes, station de métro et gare routière) ;
- les parkings « Arènes 1 » et « Arènes 2 » ;
- la trémie routière (permettant au boulevard Gabriel-Koenigs de franchir en souterrain la voie ferrée, les voies de bus et les cheminements piétons).

## Architecture

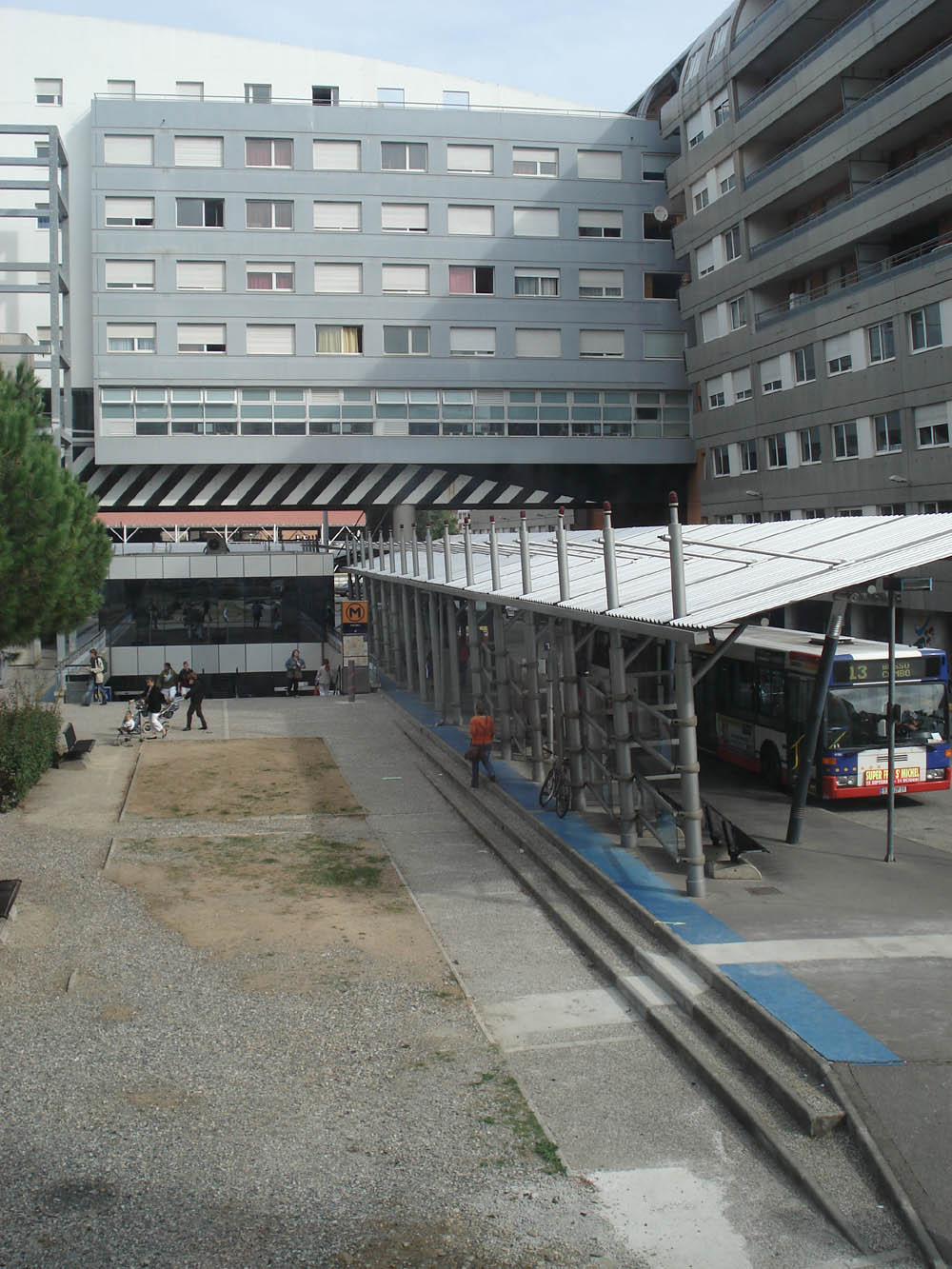
Une partie de la gare routière, l'entrée de la station de métro et les résidences étudiantes

Après un concours lancé en 1992, le forum est entièrement terminé en 1994. Il est l'œuvre de l'agence Architecture-Studio, qui a également conçu le lycée des Arènes voisin, en 1991.
Une partie du forum est souterraine, abritant la station de métro, le passage sous la gare ou encore une boulangerie et un « espace conseil » Tisséo.
Les parkings, la gare ferroviaire et la gare routière sont au niveau du sol tandis que la partie aérienne consiste en un immeuble de neuf niveaux, en forme de « T ». Ce grand immeuble est divisé en deux parties aux formes architecturales variées. L'ensemble acquiert cependant une certaine cohérence du fait des matériaux utilisés (le métal notamment) et de la présence des rayures, colorées ou non, en peinture, au sol ou aux murs.